# The Bangles
The Bangles er et amerikansk popband, der havde sin mest fremtrædende periode i 1980'erne. Bandet er karakteriseret ved at bestå udelukkende af kvinder, og de kom frem i kølvandet på successen for The Go-Go's, det første rene kvindeband, der opnåede en førsteplads på de amerikanske hitlister.

## Historie
Bandet blev dannet i Los Angeles i Californien i 1981 under navnet The Supersonic Bangs, hvilket senere blev forkortet til The Bangs. De måtte dog ændre dette til The Bangles, da et andet amerikansk orkester ved navn The Bangs truede med sagsanlæg.
Gruppen bestod fra starten af:
- Susanna Hoffs (sang, guitar)
- Vicki Peterson (guitar, sang)
- Debbi Peterson (trommer, sang)
- Annette Zilinskas (bas, sang)

og de spillede en blandingsmusik inspireret af folkrock med elementer af punk-rock og såkaldt jangle pop. Deres første pladeudgivelse var en single under navnet The Bangs, men under deres nuværende navn udgav de en EP med samme titel i 1982. Efter denne udgivelse forlod Zilinskas gruppen og blev på bas erstattet af Michael Steele (kunstnernavn for Susan Thomas).

### Succesårene
Gruppen udgav sin første LP i 1984, All Over the Place, der fik gode anmeldelser om end ikke større kommerciel succes. Til en af pladens numre, "Going Down to Liverpool", en coverversion af et nummer med Katrina and the Waves, instruerede instruktøren Leonard Nimoy en video, der gav en vis publicity, og blandt de personer, der blev opmærksomme på gruppen, var Prince. Han skrev sangen "Manic Monday", som gruppen indspillede på deres næste album Different Light og udgav som single.
Nummeret gav gruppen det store gennembrud, da det nåede andenpladsen på hitlisterne både i USA og Storbritannien. Hittet banede vejen for albummet, der ligeledes nåede de allerøverste pladser på begge sider af Atlanterhavet og blev deres bedst sælgende album. På albummet fandtes også nummeret "Walk Like an Egyptian", der nåede førstepladsen i USA.
Succcessen gav anledning til interne stridigheder, der blandt andet blev forårsaget af, at Susanna Hoffs af medierne blev udpeget som gruppens stjerne. Hoffs forsøgte sig sideløbende som filmskuespiller, dog uden større held, og gruppen fyrede deres manager, hvilket yderligere forværrede de interne forhold. Men samtidig indspillede de en coverversion af Simon & Garfunkels "Hazy Shade of Winter" til filmen Less Than Zero, der også blev et stort hit, og uenighederne blev lagt til side for en stund.
Gruppen udgav albummet Everything i 1988, og på denne finder man deres største hit til dato i form af balladen "Eternal Flame", der blev et tophit over store dele af verden. Uenighederne blussede dog op igen, og gruppen blev opløst i slutningen af 1980'erne.

### Hver for sig
Efter gruppens opløsning indledte nogle af medlemmerne nye karrierer. Susanna Hoffs udsendte i 1991 soloalbummet When You're a Boy, der gav hende et par mindre hits, men et efterfølgende album solgte skuffende lavt trods udmærkede anmeldelser. I mellemtiden var Vicki Peterson gået med The Go-Go's og senere med Continental Drifters, mens søsteren Debbie forsøgte sig med et andet projekt. Michael Steele trak sig tilbage fra rampelyset.

### Genforening
I 2000 valgte gruppen at gå sammen igen og drog på koncertturne. Efter dette indspillede de albummet Doll Revolution, der gav dem sporadisk succes, blandt andet i Tyskland, men de helt store markeder fik albummet ikke succes på.
I 2005 forlod Michael Steele gruppen, og gruppen fortsatte uden nogen fast bassist. Dog har Abby Travis spillet med gruppen i flere koncertsammenhænge. Gruppen er fortsat aktiv og har i 2007 udgivet den første officielle live-DVD med titlen Return to Bangleonia – Live in Concert.

## Diskografi
The Bangles har udgivet følgende albums:
- The Bangles (EP, 1982)
- All Over the Place (1984)
- Different Light (1986)
- Everything (1988)
- Greatest Hits (1990)
- Doll Revolution (2003)